# Ständiga representanternas kommitté
Ständiga representanternas kommitté (franska: Comité des représentants permanents, Coreper) är en kommitté inom Europeiska unionens råd som bereder ärenden innan de tas upp på ministernivå i rådet. Kommittén utgör den sista beredningsinstansen för alla ärenden utom jordbruksfrågor, som istället bereds av särskilda jordbrukskommittén. Vid Corepers sammanträden deltar medlemsstaternas ständiga representanter fördelade i två olika konstellationer: Coreper I och Coreper II. Utöver de ständiga representanterna deltar även företrädare för Europeiska kommissionen.

## Sammansättning och funktionssätt

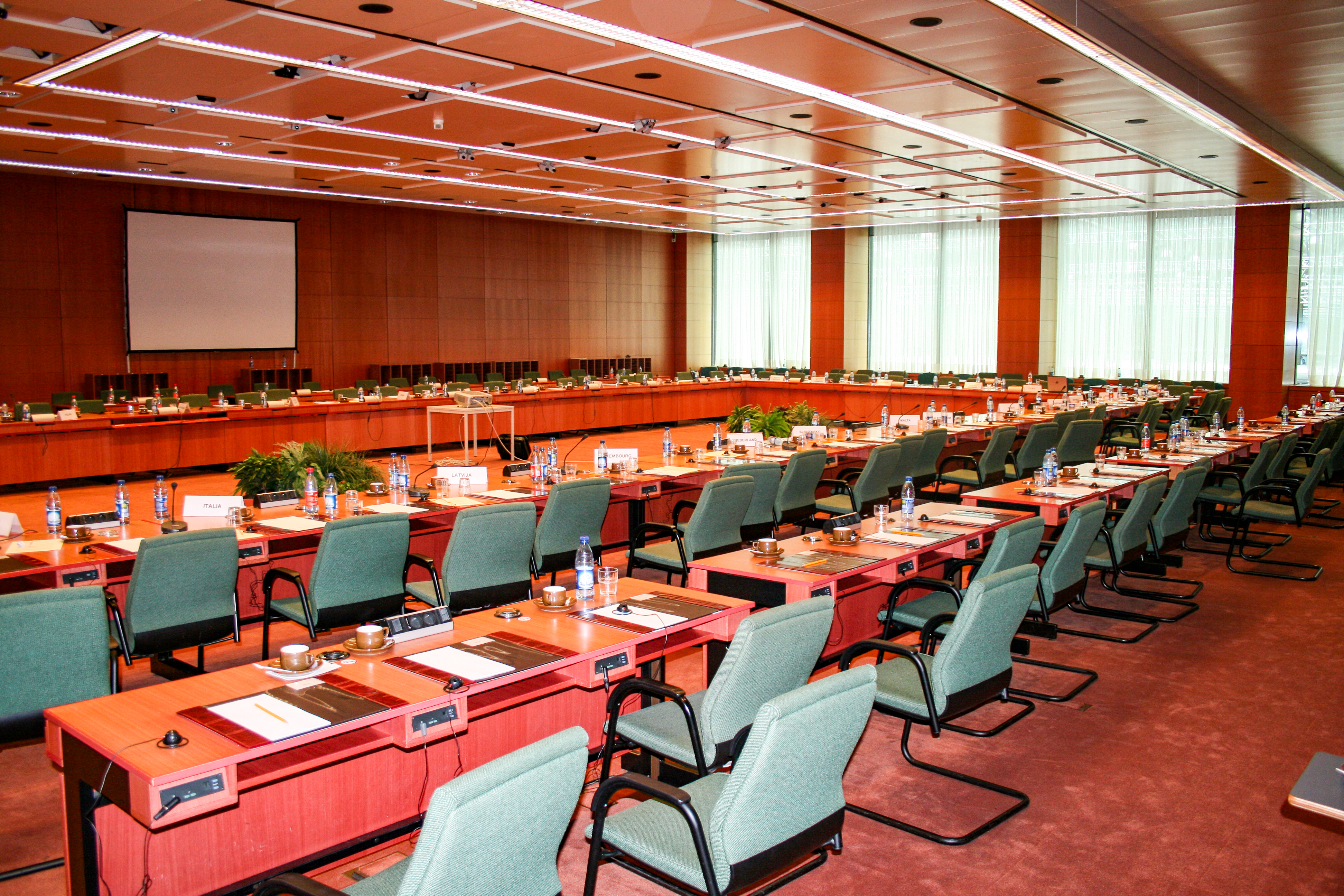
En av lokalerna som de ständiga representanterna sammanträder i.

Coreper är en av de kommittéer och arbetsgrupper inom Europeiska unionens råd som inrättats för att bereda rådets arbete. Dess sammansättning och funktionssätt regleras av fördraget om Europeiska unionen, fördraget om Europeiska unionens funktionssätt och rådets arbetsordning.
Kommittén består egentligen av två olika konstellationer: Coreper II ansvarar för allmänna frågor, utrikes frågor, ekonomiska och finansiella frågor samt rättsliga och inrikes frågor, medan Coreper I ansvarar för övriga politikområden. I Coreper II ingår de ständiga representanterna, ”EU-ambassadörerna”, medan de biträdande ständiga representanterna ingår i Coreper I. Corepers sammanträden bereds av Anticigruppen för Coreper II och Mertensgruppen för Coreper I. Om en ständig representant eller en biträdande ständig representant inte kan delta vid ett sammanträde ersätts han eller hon av delegaten från Antici- respektive Mertensgruppen.
Corepers sammanträden leds av den ständiga representant eller biträdande ständiga representant som företräder ordförandelandet.

### Coreper II
Coreper II sammanträder normalt på onsdagar eller torsdagar varje vecka. I Coreper II företräds medlemsstaterna av sina ständiga representanter. Coreper II ansvarar för att bereda arbetet inom följande rådskonstellationer:
- Rådet för allmänna frågor
- Rådet för ekonomiska och finansiella frågor
- Rådet för rättsliga och inrikes frågor
- Rådet för utrikes frågor

### Coreper I
Coreper I sammanträder normalt på onsdagar och i regel också på fredagar. I Coreper I företräds medlemsstaterna av sina biträdande ständiga representanter. Coreper I ansvarar för att bereda arbetet inom följande rådskonstellationer:
- Rådet för jordbruk och fiske (undantaget jordbruksfrågor)
- Rådet för konkurrenskraft
- Rådet för miljö
- Rådet för sysselsättning, socialpolitik, hälso- och sjukvård samt konsumentfrågor
- Rådet för transport, telekommunikation och energi
- Rådet för utbildning, ungdom, kultur och idrott

Inför sammanträdena i rådet för jordbruk och fiske bereds fiskefrågorna av Coreper I medan jordbruksfrågorna bereds av särskilda jordbrukskommittén.

### A- och B-punkter
Coreper strävar alltid efter att nå enighet i varje ärende, men om detta inte är möjligt utarbetar Coreper istället ett underlag så att rådet kan avgöra frågan. Ärendena delas in i A- och B-punkter beroende på hur förhandlingarna i Coreper utfaller. En A-punkt är ett ärende som företrädarna i Coreper har uppnått enighet kring och som därför inte kräver vidare förhandlingar i rådet. Sådana punkter kan antas av rådet utan diskussion och av vilken konstellation som helst oavsett politikområde. En B-punkt är ett ärende som företrädarna i Coreper inte har kunnat uppnå enighet kring och som därför kräver ytterligare förhandlingar i rådet. En sådan fråga förhandlas vidare i den rådskonstellation som ansvarar för ärendet och en överenskommelse kan då eventuellt nås. I praktiken är det dock vanligast att sådana B-punkter hänskjuts tillbaka till Coreper, såvida det inte handlar om en ”falsk B-punkt”. En falsk B-punkt är ett ärende som Coreper egentligen har uppnått enighet kring, men som på grund av sin politiska betydelse inte kan bli en A-punkt. Ett ärende kan också antingen bordläggas till ett senare sammanträde i Coreper eller hänskjutas tillbaka till den kommitté eller arbetsgrupp som ansvarade för den ursprungliga beredningen av ärendet.
Corepers ärenden är redan innan sammanträdet indelade i I- och II-punkter. En I-punkt är ett ärende som företrädarna i Antici- eller Mertensgruppen har uppnått enighet kring och som därför inte kräver vidare förhandlingar i Coreper. En II-punkt är ett ärende som företrädarna i Antici- eller Mertensgruppen inte har kunnat uppnå enighet kring och som därför kräver ytterligare förhandlingar i Coreper. I-punkter blir i sin tur A-punkter, medan II-punkter blir A- eller B-punkter i rådet beroende på hur förhandlingarna i Coreper utfaller.

## Funktioner och befogenheter
Coreper fyller en viktig funktion eftersom alla kommittéer och arbetsgrupper som bereder lagförslag, utom särskilda jordbrukskommittén, slutligen överlämnar sina ärenden till Coreper, som är sista beredningsinstans innan ett ärende tas upp i rådet. Endast i brådskande fall får rådet med enhällighet besluta att behandla ett ärende utan föregående beredning. Corepers uppgift är att diskutera de frågor som är för tekniska för ministrarna i rådet och för politiska för tjänstemännen i kommittéerna och arbetsgrupperna. Coreper har särskilt till uppgift att granska lagenligheten, den rättsliga grunden samt förenligheten med subsidiaritets- och proportionalitetsprinciperna för varje ärende. Även förenligheten med befogenheterna för unionens institutioner, organ och byråer, budgetbestämmelserna och reglerna om förfaranden, öppenhet och redaktionell kvalitet granskas.
Även om Coreper i första hand endast bereder ärenden, som sedan underställs rådets behandling, kan kommittén fatta egna beslut i procedurfrågor i den utsträckning rådets arbetsordning tillåter det. Detta gör det möjligt för Coreper att flytta ett rådssammanträde till annan ort än Bryssel eller Luxemburg, besluta om användningen av ett skriftligt förfarande inom rådet eller besluta om offentliggörandet av en viss handling.
Coreper har också befogenhet att inrätta nya kommittéer och arbetsgrupper med beredande uppgifter. Varje år fastställer generalsekretariatet vid Europeiska unionens råd vilka de förberedande organen är. Endast de organ som återges i den förteckningen har befogenhet att sammanträda i egenskap av förberedande organ.